# Damernas barr i gymnastik vid olympiska sommarspelen 2016
Damernas barr i gymnastik vid olympiska sommarspelen 2016, i Rio de Janeiro i Brasilien avgjordes den 14 augusti 2016 på HSBC Arena. Totalt 12 gymnaster från 7 olika nationer kvalificerade sig genom kvaltävlingen - däremot fick maximalt två gymnaster från samma land kvalificera sig.

## Medaljörer
| Gren | Guld                     | Silver             | Brons                   |
| Barr | Alija Mustafina Ryssland | Madison Kocian USA | Sophie Scheder Tyskland |

## Resultat

### Kval
De åtta högst rankade i kvalet kvalificerade sig för finalen.
| Placering | Gymnast           | Nation         | D-poäng | E-poäng | Straff | Totalt | Kvalificerad |
| --------- | ----------------- | -------------- | ------- | ------- | ------ | ------ | ------------ |
| 1         | Madison Kocian    | USA            | 6,700   | 9,166   |        | 15,866 | Q            |
| 2         | Alija Mustafina   | Ryssland       | 6,800   | 9,033   |        | 15,833 | Q            |
| 3         | Gabby Douglas     | USA            | 6,500   | 9,266   |        | 15,766 | Q            |
| 4         | Daria Spiridonova | Ryssland       | 6,700   | 8,983   |        | 15,683 | Q            |
| 5         | Elisabeth Seitz   | Tyskland       | 6,600   | 8,866   |        | 15,466 | Q            |
| 6         | Sophie Scheder    | Tyskland       | 6,600   | 8,833   |        | 15,433 | Q            |
| 7         | Jessica López     | Venezuela      | 6,400   | 8,933   |        | 15,333 | Q            |
| 8         | Shang Chunsong    | Kina           | 6,700   | 8,600   |        | 15,300 | Q            |
| 9         | Fan Yilin         | Kina           | 6,900   | 8,366   |        | 15,266 |              |
| 10        | Becky Downie      | Storbritannien | 6,800   | 8,433   |        | 15,233 |              |
| 11        | Seda Tutkhalyan   | Ryssland       | 6,500   | 8,633   |        | 15,133 |              |
| 12        | Nina Derwael      | Belgien        | 6,600   | 8,533   |        | 15,133 |              |

### Final
| Placering | Gymnast                 | D-poäng | E-poäng | Straff | Totalt |
| --------- | ----------------------- | ------- | ------- | ------ | ------ |
| 1         | Alija Mustafina (RUS)   | 6,800   | 9,100   |        | 15,900 |
| 2         | Madison Kocian (USA)    | 6,700   | 9,133   |        | 15,833 |
| 3         | Sophie Scheder (GER)    | 6,600   | 8,966   |        | 15,566 |
| 4         | Elisabeth Seitz (GER)   | 6,600   | 8,933   |        | 15,533 |
| 5         | Shang Chunsong (CHN)    | 6,700   | 8,733   |        | 15,433 |
| 6         | Jessica López (VEN)     | 6,700   | 8,633   |        | 15,333 |
| 7         | Gabby Douglas (USA)     | 6,500   | 8,566   |        | 15,066 |
| 8         | Daria Spiridonova (RUS) | 6,100   | 7,866   |        | 13,966 |